# Jackeline Rentería
Jackeline Renteria, née le 23 février 1986 à Cali (Valle del Cauca) en Colombie, est une lutteuse colombienne. Sa première participation dans une épreuve olympique a lieu aux Jeux olympiques de Pékin en 2008 où elle remporte une médaille de bronze en lutte libre chez les -55 kg.

## Palmarès

### Jeux olympiques d'été
- Médaille de bronze, 2008, en lutte libre, dans la catégorie des -55 kg femmes.
- Médaille de bronze, 2012, en lutte libre, dans la catégorie des -55 kg femmes.